# Abroscopus
Abroscopus es un género de aves paseriformes que pertenece a la familia Cettiidae. Anteriormente se clasificaba en la familia Sylviidae. Agrupa a tres especies originarias de Asia.

## Especies
Se distinguen las siguientes especies:
- Abroscopus albogularis (Hodgson, 1854) - mosquitero carirrufo;
- Abroscopus schisticeps (Gray & Gray, 1846) - mosquitero carinegro;
- Abroscopus superciliaris (Blyth, 1859) - mosquitero cejiblanco.